# Анахита

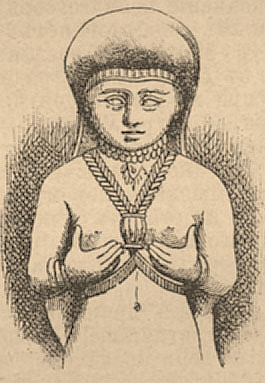
Анахита. Илл. из «Еврейской энциклопедии Брокгауза и Эфрона»

Ардвису́ра Анахи́та (авест. Arədvī Sūrā Anāhitā) — богиня воды и плодородия в иранской мифологии. Божество-язат в зороастризме. В Авесте Ардвисуре посвящён отдельный гимн — Яшт V — Ардвисур-Яшт или Абан-Яшт. Собственно имя богини — Ардви (возможно, букв. «влага») — постоянно сопровождается эпитетами Сура «сильная» и Анахита «незапятнанная».

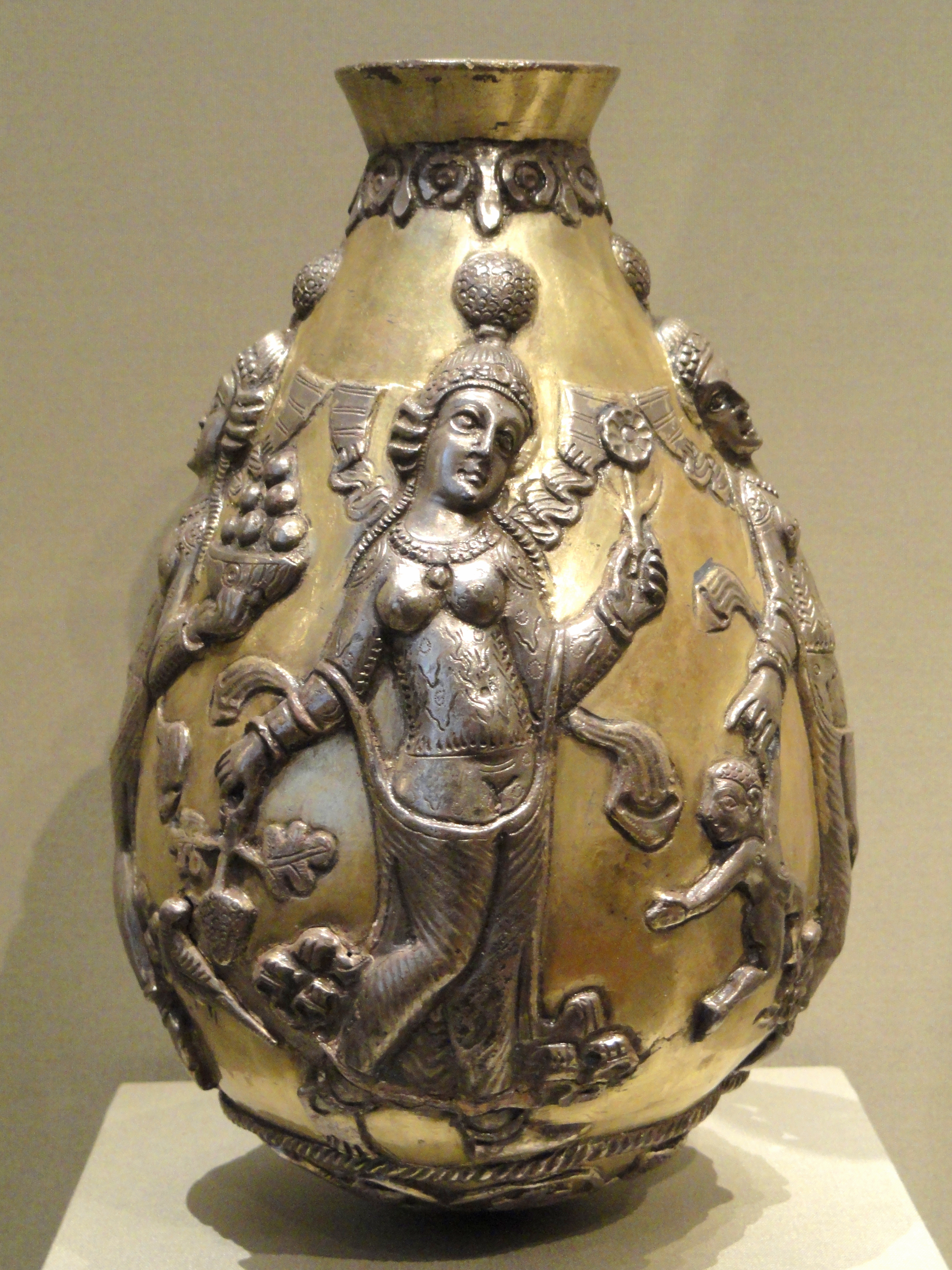
Серебряный и золочёный сосуд, изображающий Анахиту. IV—VI вв.

## История

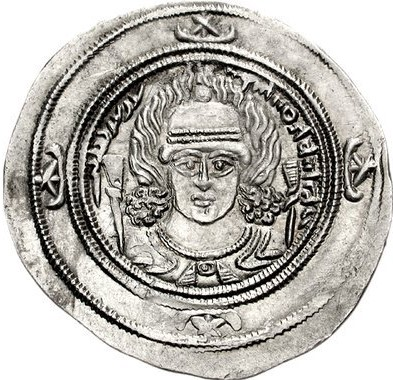
Монета шахиншаха Хосрова II с изображением Анахиты, VI в.

Анахита — древнеперсидская форма имени иранской богини, которая появляется в более полной и ранней форме как Аредви Сура Анахита (Arədvī Sūrā Anāhitā). Аредви Сура Анахита — имя божества воды, плодородия, медицины и мудрости в индоиранской космологии на авестийском языке. В культе Анахиты объединились Аредви Сура Анахита и Анахити.
Аредви Сура Анахита соответствует Ардвишур Анахид или Наид на среднеперсидском и современном персидском языках, а также Анаит на армянском языке. Поклонение богине Аредви Сура Анахите началось в IV в. до н. э. и продолжалось до тех пор, пока не было подавлено зародившимся иконоборческим движением при Сасанидах. Древнегреческие и древнеримские историки эпохи классической античности упоминают Аредви Сура Анахиту или Анаитис или же идентифицируют её с божествами греко-римского пантеона.
Видимо, популярность культа Аредви Сура Анахиты началась в период правления Ахеменидов (558—330 до н. э.) посредством её идентификации с западно-иранской богиней Анахити, которая известна по древнегреческим источникам как Анаитис. Первым ахеменидским царем, который публично признал Анахиту, был Артаксеркс II (404—359 до н. э.).

## В астрономии
(270) Анахита — астероид класса С — назван в честь богини Анахиты. Был открыт 8 октября 1887 г. Кристианом Петерсом в обсерватории Гамильтонского колледжа в Клинтоне, Нью-Йорк.